# Biochar

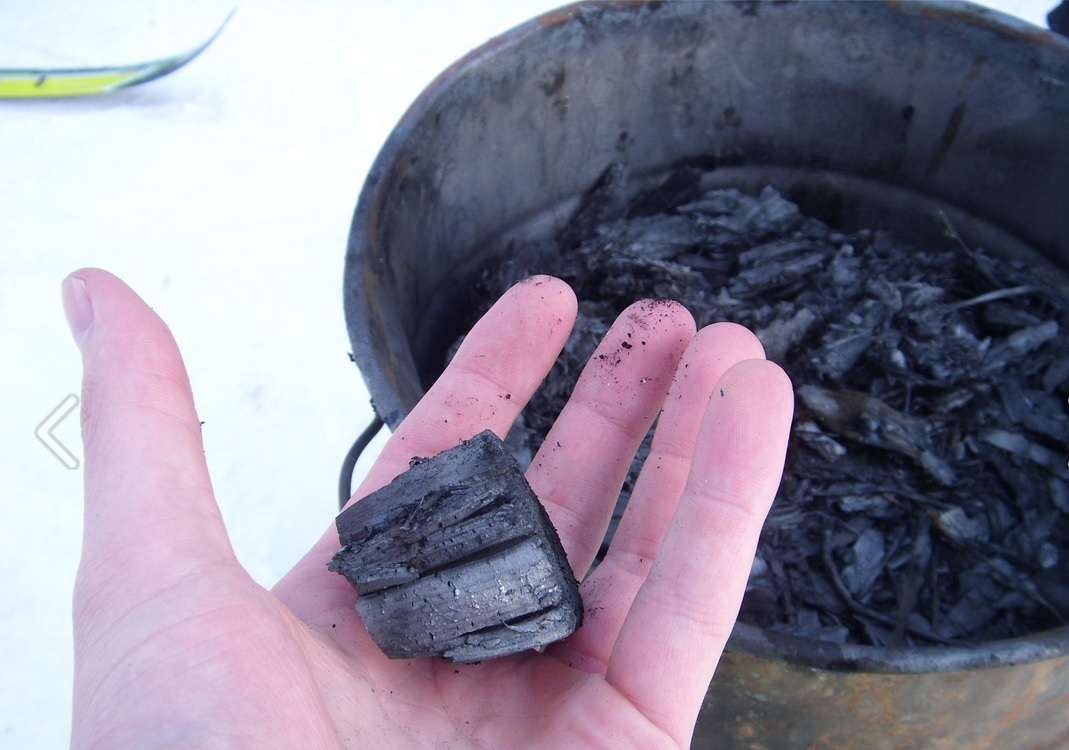
Carvão vegetal.

Biochar (termo de origem na língua inglesa, a partir de bio- e charcoal, "carvão vegetal"; também chamado 'biocarbono') é o nome que tem o carvão vegetal quando é empregado como correção para o solo. Ou seja, é biomassa de origem vegetal processada por meio de pirólise. Este uso do carbono tem vindo a ser investigado como forma de sequestrar carbono para reduzir as emissões de dióxido de carbono e recentemente isso foi demonstrado para o caso da China. Por isso, este sistema tem o potencial de ajudar a mitigar as alterações climáticas.
Supõe-se que o biochar pode incrementar a fertilidade em solos ácidos (solos con baixo pH), incrementar a produtividade agrícola e oferecer proteção contra algumas enfermidades foliares e edáficas. Além disso, supõe-se que poderá ajudar a reduzir a pressão que tem vindo a exercer-se sobre os bosques. O Biochar é um material estável, rico em carbono, e que pode perdurar no solo durante milhares de anos.

### O surgimento do biochar
O interesse pelo biochar na agricultura e meio ambiente surgiu a partir dos estudos sobre a Terra Preta de Índio, um solo extremamente fértil encontrado na Amazônia. Esses solos se destacam por sua coloração escura, alta concentração de nutrientes como cálcio, magnésio e fósforo, e pela presença de fragmentos arqueológicos como cerâmicas e ferramentas de pedra. Pesquisas indicam que essas características foram criadas por povos indígenas que, ao longo de milhares de anos, acumularam materiais orgânicos, cinzas e principalmente carvão vegetal no solo, transformando terras originalmente pobres em áreas extremamente produtivas.
Existe um debate interessante sobre se esse processo foi intencional ou se foi simplesmente o resultado do acúmulo acidental de resíduos. Alguns estudos recentes até sugerem que parte desses solos pode ter se formado naturalmente através de depósitos aluviais de carbono e nutrientes. Essa discussão influenciou diretamente o conceito moderno de biochar, com alguns pesquisadores defendendo que o termo só deve ser aplicado quando o carvão é produzido especificamente para uso agrícola, enquanto outros consideram que qualquer carvão aplicado ao solo, independente de sua origem, pode ser chamado de biochar.
Independentemente dessa classificação, o importante é que o biochar moderno, produzido através de pirólise controlada, apresenta um enorme potencial para melhorar a qualidade do solo, aumentar a produtividade agrícola e contribuir para a mitigação das mudanças climáticas, assim como a Terra Preta de Índio fez naturalmente ao longo de séculos. A compreensão desses processos naturais nos ajuda a desenvolver técnicas mais eficientes de produção e aplicação do biochar na agricultura contemporânea.

### A produção
A temperatura de pirólise é um dos principais fatores que determinam as propriedades físico-químicas do biochar e, consequentemente, sua eficácia em aplicações ambientais e agrícolas. Quando o biochar é produzido em baixas temperaturas (entre 300 e 400 °C), o material resultante tende a apresentar uma maior quantidade de grupos funcionais oxigenados, como grupos carboxílicos e fenólicos. Esses grupos conferem ao biochar uma elevada capacidade de adsorção de cátions metálicos, tornando-o particularmente eficaz na remediação de solos contaminados por metais pesados. No entanto, biochars obtidos a essas temperaturas possuem menor estabilidade térmica e biológica, sendo mais suscetíveis à degradação e à liberação gradual de carbono no solo.
Por outro lado, quando a pirólise ocorre em altas temperaturas (acima de 500 °C), o biochar resultante apresenta uma estrutura mais aromática e condensada, com alta estabilidade química e maior potencial de sequestro de carbono a longo prazo. Além disso, a elevação da temperatura promove o aumento da área superficial e da porosidade do biochar, aprimorando sua capacidade de imobilizar metais e outros contaminantes no solo. Esse tipo de biochar é preferido em estratégias de manejo de carbono e remediação ambiental que visam efeitos de longo prazo.
Além da temperatura, a matéria-prima utilizada para a produção do biochar exerce grande influência sobre suas propriedades finais. Biochars obtidos de resíduos agrícolas, como palha de cana-de-açúcar ou casca de arroz, tendem a possuir características variáveis em função da composição original da biomassa, resultando em diferentes teores de nutrientes e propriedades físico-químicas. Já biochars produzidos a partir de dejetos animais, como esterco de galinha, são geralmente mais ricos em nutrientes como fósforo (P) e nitrogênio (N), o que os torna valiosos como condicionadores de solo, mas apresentam menor estabilidade estrutural devido à maior proporção de compostos voláteis.

### Benefícios agrícolas e ambientais
O uso de biochar como emenda do solo oferece uma série de benefícios que contribuem para a sustentabilidade e a produtividade agrícola. Um dos principais efeitos é a melhoria da fertilidade do solo. A adição de biochar aumenta a capacidade de troca catiônica (CTC), permitindo que o solo retenha com mais eficiência nutrientes essenciais como cálcio (Ca), magnésio (Mg) e potássio (K), que se tornam mais disponíveis para as plantas. Além disso, em solos ácidos, o biochar, que geralmente apresenta pH alcalino, contribui para a correção da acidez, criando um ambiente mais favorável para o desenvolvimento radicular e a atividade microbiana benéfica.
Outro benefício importante é o aumento da retenção de água. Devido à sua estrutura altamente porosa, o biochar melhora a capacidade do solo de armazenar água, o que é especialmente vantajoso em regiões sujeitas a estiagens ou com baixa disponibilidade hídrica. Esse efeito contribui para maior resiliência das plantas a períodos de estresse hídrico.
O biochar também atua como uma ferramenta de sequestro de carbono. Devido à sua alta estabilidade química e resistência à decomposição, o carbono contido no biochar pode permanecer no solo por centenas a milhares de anos. Isso ajuda a remover CO₂ da atmosfera, contribuindo para a mitigação das mudanças climáticas.
Por fim, o biochar tem potencial na remediação de solos contaminados. Sua capacidade de adsorver tanto metais pesados quanto compostos orgânicos, como pesticidas, contribui para a redução da mobilidade e da biodisponibilidade desses contaminantes, ajudando a recuperar áreas degradadas e melhorar a qualidade ambiental dos solos.

### Desafios e considerações
Apesar dos diversos benefícios associados ao uso do biochar na agricultura e na remediação ambiental, sua aplicação em larga escala ainda enfrenta alguns desafios importantes. Um dos principais obstáculos está relacionado ao custo e à logística. A produção de biochar em grande volume ainda demanda investimentos significativos em infraestrutura e energia, tornando o processo economicamente inviável em muitas regiões. Além disso, o transporte da biomassa até as unidades de pirólise pode gerar custos adicionais e dificuldades logísticas, especialmente em áreas rurais distantes.
Outro desafio é a variabilidade do produto final. Como diferentes tipos de biomassa e condições de pirólise resultam em biochars com propriedades físico-químicas bastante distintas, torna-se necessário realizar ajustes específicos para cada tipo de solo e objetivo de uso. Essa variabilidade pode dificultar a padronização do produto e, consequentemente, a adoção mais ampla por produtores.

Por fim, a questão regulatória também representa uma barreira. Em muitos países, incluindo o Brasil, ainda não existem normas e diretrizes específicas que regulem a produção, comercialização e aplicação agrícola do biochar. A ausência de uma legislação clara e de certificações de qualidade limita a confiança do mercado e a aceitação do biochar como insumo agrícola seguro e eficaz.